# 女性主義運動與意識形態

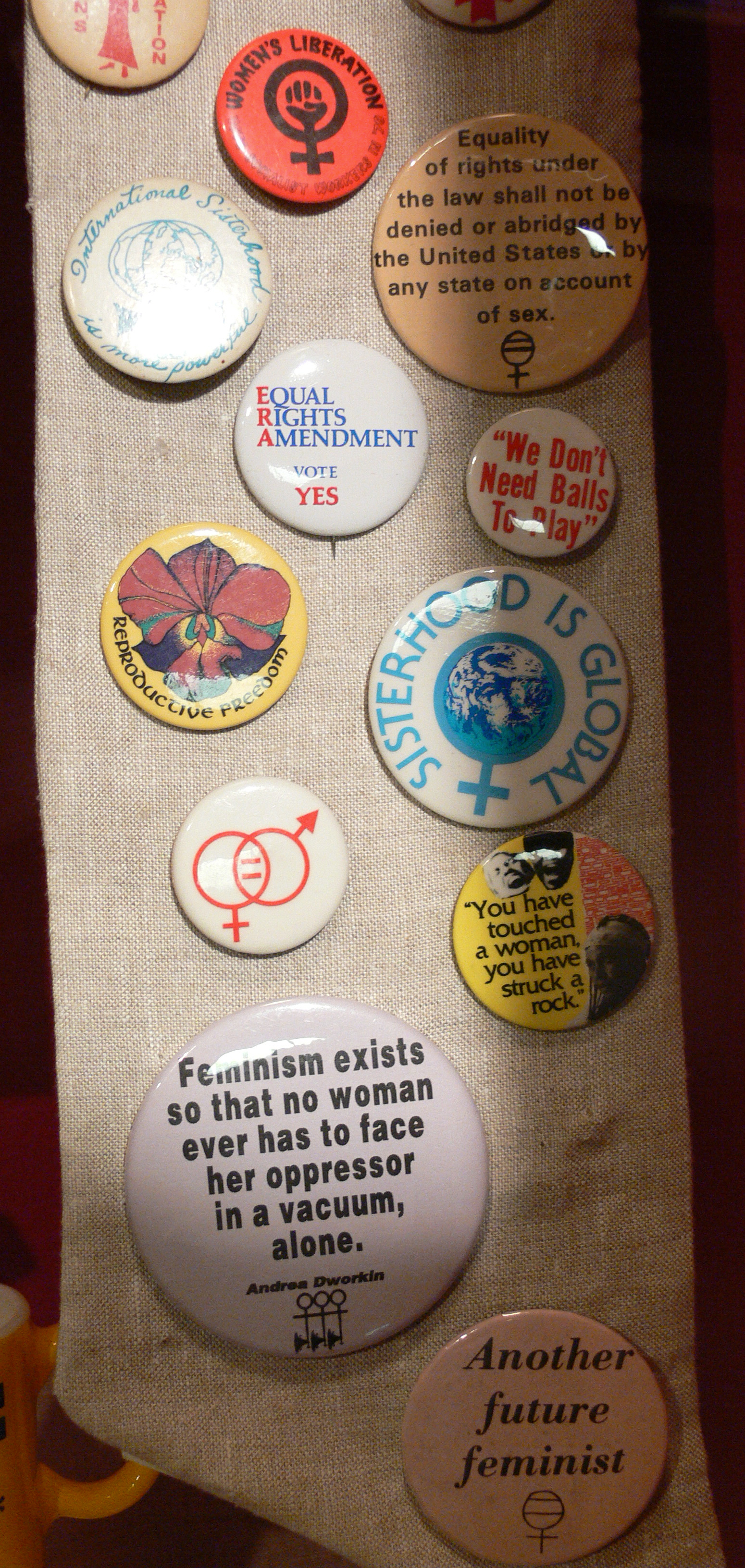
這組來自女性博物館的女性主義徽章，展示了女性主義運動的一些訊息。

长期以来，女性主义领域涌现出多个不同流派的女性主義意識形態运动。這些運動在目標设定、策略选择及組織歸屬等方面存在差异，但彼此间往往存在交叉重叠之处。
此外，个体层面的“多重认同”现象普遍存在——部分女性主义者并非局限于单一思潮，而是会根据议题与自身经历，同时认同认同多个女性主义思潮分支。

## 分類
傳統上，女性主義通常被劃分為三大傳統，有時被称作「三大主流」女性主義學派：自由/主流女性主義、基進女性主義以及社會主義或馬克思主義女性主義。自20世紀末以來，多種新型態的女性主義应运而生，這些新型態往往被視為三大主流的分支。
許多女性主義的發展源自於交織性。無論什么種族的女性都面臨着挑戰，但有色人種女性往往因交織性会面臨更大挑戰。瑪麗娜·穆尼奧斯-普伊格（Marina Munoz-Puig）的文章「Intersectional power struggles in feminist movements」認為，真正的團結必須涵蓋其他女性的議題與經驗。儘管目標在於包容，但主導女性主義運動的往往是白人、中產階級、順性別、異性戀及健全的女性，這導致不屬於這些類別的女性及其訴求被排除（Munoz-Puig, 2023）。僅討論女性的不同身份並不足夠，因为女性會分開看待自己的交織性。因此，女性主義者須有意識地討論如何將交織性納入運動中。
茱蒂絲·羅伯將女性主義話語分為三大類：性別革命、性別抵抗與性別改革女性主義。她認為，自由主義是性別改革女性主義的基礎。性別抵抗女性主義關注在維持女性從屬地位的特定行為和團體動態，即使是在主張平等的次文化中也如此。性別革命女性主義則試圖解構社會秩序，檢視不平等如何在文化中再生。

## 運動與意識形態

### 主流女性主義
「主流女性主義」是指不屬於社會主義或基進女性主義陣營的女性主義意識形態與運動。傳統上，主流女性主義運動專注於政治與法律改革，其根源可追溯至19世紀與20世紀初的第一波自由主義女性主義。廣義上，自由主義女性主義也稱為「主流女性主義」、「改革女性主義」、「平等女性主義」或歷史上的「資產階級女性主義」，是與社會主義及基進女性主義並列的三大主流學派之一。
在第三波及第四波女性主義語境下，該詞常被評論家和文化分析者用來指稱迎合大眾口味的運動。 主流女性主義常被貶稱為「白人女性主義」，意指主流女性主義缺乏對種族、階級與性取向交織性的關注。
第三波與第四波主流女性主義也被指責過於商業化，且僅關注西方世界現今如女性參政或教育權等較無爭議的議題。基進女性主義者則批評主流女性主義未能揭示國家與「父權體系」的深層聯繫。 然而，有观点指出，女性主義重要里程碑，如投票權和教育權，主要是主流女性主義強調凝聚廣泛社會支持的成果。

### 自由主義
自由主義女性主義主張透過政治和法律改革來實現男女平等。在19世紀與20世紀初，自由主義女性主義等同於「資產階級女性主義」或「主流女性主義」。自由主義女性主義者尋求廢除一切對女性的歧視，使女性與男性享有同等機會。職場或家庭的性別歧視，以及遺留傳統中的父權心態等，这些都是女性主義運動關注的重點。自由主義女性主義者努力改變社會結構，旨在保障女性受到平等對待。第一波與第二波女性主義 主要由自由主義女性主義者主導，並正式地在法律上爭取到投票、受教育及廢除多項父權法律。
最早有影響力的自由主義女性主義者之一為瑪麗·沃斯通克拉夫特，她在《女權辯護》中鼓勵女性自主決定，而非受他人影響。
自由主義女性主義包括許多分支。個人主義女性主義或自由意志主義女性主義強調女性自身行動與選擇改變社會，但這一分支與早期著重政治、法律改革的自由主義女性主義有所不同。例如，「自由意志女性主義不主張社會手段減少物質不平等，反而反對此類措施……而自由主義女性主義則可能支持，平等女性主義則堅持必須這樣做。」
現代自由主義女性主義關注議題包括生育權與墮胎權、性騷擾、投票、教育、同工同酬、可負擔托育與醫療、消除偏見與刻板印象、以及揭示對女性的性與家庭暴力頻率。

### 自由意志主義
根據《史丹佛哲學百科》，「古典自由主義或自由意志主義女性主義將自由定義為免於強制干預。它認為女性與男性一樣，因其自我所有權身份而享有這種自由的權利。」 在自由意志女性主義理論下有數種分支。無政府女性主義結合了女性主義與無政府主義信念，體現古典自由主義而非現代最小國自由主義。溫蒂·莫艾洛依定義了「ifeminism」或「個人主義女性主義」立場，結合女性主義與無政府資本主義或現代最小國自由主義，認為親資本主義和反國家立場可以與女性平權相容。 個人主義無政府女性主義源自美國個人主義無政府主義運動。
個人主義女性主義一般被認為與溫蒂·莫艾洛依和克里斯蒂娜·霍夫·薩默斯所稱的「政治女性主義」或「性別女性主義」對立。 但個人主義女性主義內部仍有分歧。例如莫艾洛依反對國家干預女性身體自主，認為這種干預加劇父權結構，而薩默斯則認為女性主義的政治角色僅需確保男女均享有免受強制干預的權利。 薩默斯被《史丹佛哲學百科》形容為「社會保守的平等女性主義者」。 也有批評稱她為反女性主義者。

### 多元種族女性主義
多元種族女性主義（又稱「有色女性主義」）主張一種立足點理論，分析有色人種女性的生活經驗。 此理論於1990年代由瑪克辛·巴卡·津恩（奇卡諾女性主義者）與邦妮·桑頓·迪爾（非裔美國女性及家庭社會學專家）共同提出。
雖然在第二波歷史中常被忽略，但多元種族女性主義者與白人女性同時進行組織工作。1970年代，有色女性主要在三個層面發展：「與白人主導女性主義團體合作；在既有混性別組織內組建女性核心圈；以及組成自主的非裔、拉丁裔、原住民與亞裔女性主義組織」。 多元種族女性主義不止于承认差异，更着重检视社会中的主宰结构，尤其关注种族因素如何作用于性别的社会建构过程。

### 後結構女性主義
后结构女性主义亦稱法國女性主義，主张結合精神分析、語言學、政治理論（馬克思主義與後馬克思主義）、種族理論、文學理論等知識流派，用於女性主義思考。 許多後結構主義女性主義者認為，差異是女性在對抗父權壓迫時最有力的工具，若將女性主義僅等同於平等，就是否認了女性的多元選擇。因為「平等」仍由父權社會所定義。

### 後殖民女性主義
後殖民女性主義（有時稱第三世界女性主義）部分取材自後殖民理論，討論殖民歷史中的經驗，包括「移民、奴役、壓制、反抗、再現、差異、種族、性別、地點與對歐洲帝國論述的回應」。 後殖民女性主義關注種族主義、族群議題，及殖民主義在經濟、政治與文化上對非白人非西方女性的長遠影響。 它看到新近去殖民國家與父權社會下女性處境的類比——兩者都是在主流文化中處於邊緣地位的亞群體觀點。
西方女性主義者傾向將女性議題普世化，從而忽略社會階層和族群身份，鞏固恐同，並忽視非白人非西方女性的行動與聲音，這正如東方主義的一種應用。有些後殖民女性主義者批評基進與自由主義女性主義，例如錢德拉·塔爾帕德·莫汗悌批評西方女性主義的民族中心主義。 黑人女性主義者如安吉拉·戴維斯、愛麗絲·華克亦持此觀點。 另一位西方觀點批評者是薩羅吉尼·薩胡。後殖民女性主義者可以被描述為同時反對西方女性主義普世化傾向和主流後殖民理論忽視性別議題的女性主義者。 因此，後殖民女性主義強調，全球化意識形態承諾以普世標準「解放」女性，卻可能造成人民自我實現與地方文化實踐之間的虛假二分。

### 基進女性主義
基進女性主義起源於1960年代，認為女性壓迫是最基本、最普遍的壓迫形式。基進女性主義者致力於徹底變革社會，消除父權結構，而不僅僅是改革現有體制。她們關注的議題包括性暴力、家庭暴力、色情、賣淫、身體自主與生育權、女同性戀權利等。基進女性主義主張「個人即政治」，即個人經驗反映社會結構和權力關係。
基進女性主義下有多個分支，包括分離女性主義、女同性戀女性主義、文化女性主義、生態女性主義等。分離女性主義強調女性應該建立屬於自己的社群與價值體系，盡可能脫離男性主導社會。女同性戀女性主義則將女同性戀身份視為挑戰父權的政治行動。文化女性主義認為女性具有獨特的價值與文化，應予以肯定。生態女性主義關聯女性與自然環境，批評父權對自然與女性的雙重壓迫。
基進女性主義主張，壓迫的根源在於父權制度，而非單純經濟或政治不平等。因此，她們追求徹底改變性別權力結構。例如，舒拉米斯·費爾斯通主張以科技手段解放女性生殖功能，打破「性別階級」體制。

### 社會主義女性主義與馬克思主義女性主義
社會主義女性主義認為女性壓迫根源於資本主義與父權結構的結合。她們主張要同時消除資本主義與性別不平等，才能實現真正的解放。馬克思主義女性主義則以馬克思主義的階級分析為基礎，強調女性勞動與再生產在資本主義中的地位。
社會主義女性主義者認為，僅僅改革法律或改變性別角色並不足夠，必須改變生產關係、家庭結構與勞動分工。例如，西爾維婭·費德里齊、安吉拉·戴维斯等人討論家務勞動、育兒和照顧工作如何未被資本主義體系重視與補償。
社會主義女性主義者主張建立全民托育、教育、醫療等社會福利體系，減輕女性在家庭的無償勞動負擔。她們強調性別、階級與種族等壓迫體系的交織，與交織性理論接近。

### 性別酷兒女性主義
性別女性主義（gender feminism）或酷兒女性主義（queer feminism）認為性別並非生物本質，而是社會建構產物。這一思潮受到朱迪斯·巴特勒等人影響，認為性別、性取向與性別表現是流動且可被顛覆的。 酷兒女性主義強調解構二元性別，支持跨性別、非二元性別等性別多元權利，質疑主流女性主義對「女人」的單一認定。

### 第三世界女性主義
第三世界女性主義批評西方女性主義的普世主張，強調發展中國家女性的多樣經驗。她們認為西方女性主義過於關注個人自主、性別平等等議題，忽視殖民主義、貧困、戰爭、種族等複雜問題對全球南方女性的影響。
第三世界女性主義者主張以在地知識與實踐為基礎，關注多重壓迫，反對將西方經驗強加於全球女性身上。這一思潮與後殖民女性主義有諸多交集。

## 共同觀點
多數女性主義分支雖在策略與重點上有分歧，但通常都主張：
- 性別平等應貫徹於法律、經濟、文化和社會層面。
- 父權體制是造成女性壓迫的根本結構。
- 女性經驗多元，不能僅以單一視角或身分涵蓋。

此外，當代女性主義日益強調交織性（intersectionality），即種族、階級、性別、性取向、年齡、身心障礙等壓迫如何交互影響。